# Ascaphus montanus
Ascaphus montanus е вид жаба от семейство Гладконоги (Leiopelmatidae). Видът не е застрашен от изчезване.

## Разпространение
Разпространен е в Канада и САЩ.